# Novempopulana

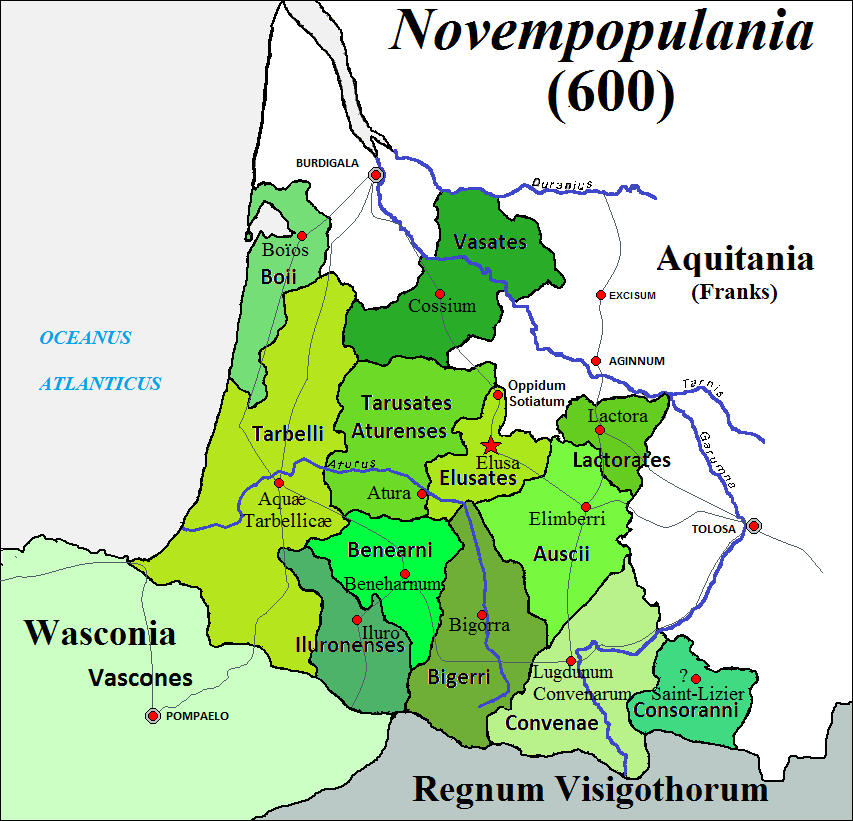
Novempopulana

Novempopulana (Lateinisch für „Land der neun Völker“) war eine der von Kaiser Diokletian zu Beginn der Spätantike gebildeten Provinzen und wurde als Teil der ehemaligen Provinz Gallia Aquitania auch Aquitania Tertia genannt. Die Provinz bildete den äußersten Südwesten Galliens und erstreckte sich zwischen der Garonne und den Pyrenäen. Nachbarprovinzen waren Aquitania secunda im Norden, Gallia Narbonensis im Osten und Hispania Tarraconensis im Süden.
Die neun Völker der Novempopulana waren:
- Tarbelli um Aquae Tarbellicae (Dax, Landes)
- Auscii um Eliumberrum (Auch, Gers)
- Bigerriones um Turba (Tarbes, Bigorre)
- Convenae um Lugdunum (Saint-Bertrand-de-Comminges)
- Consorani (Saint-Lizier, Couserans)
- Elusates um Elusa (Eauze, Bas-Armagnac)
- Lactorates um Lactora (Lectoure, Lomagne)
- Vasates um Cossium (Bazas)
- Boii (Lamothe bei Le Teich, Pays de Buch)

Nach dem Ende des Römischen Reichs fiel die Provinz Novempopulana an das Westgoten-, später an das Frankenreich und ging schließlich an die Gascogne über.